# Свобода вероисповедания в Азербайджане
Свобода вероисповедания в Азербайджане — право, предусмотренное в конституции Азербайджанской Республики, позволяющее всем гражданам страны выбирать и исповедовать любую религию без ограничений. Согласно I и III пунктам 18-й статьи Конституции Азербайджана, религия в Азербайджане отделена от государства.

## Законодательные акты, касающиеся вопросов вероисповедания
«Закон о Свободе Bероисповедания» в Азербайджане был принят на основе указа № 281, подписанного президентом Азербайджанской Республики — Абульфаз Эльчибеем в 1992 году, 20 августа.
Ввиду изменений на религиозной почве, трижды в 1996 году — 7 июня, 5 ноября и 27 декабря; 10 октября 1997 года; 23 ноября 2001 года; в 2009, 2011, 2015 («Закон о борьбе против религиозного экстремизма») годах, «Закон о Свободе Bероисповедания» был отредактирован и в него были внесены кое-какие ограничения. Однако, по некоторым сведениям, имели место злоупотребления и ограничения в данной области: некоторые религиозные группы сообщили о задержках и отказах в регистрации. Сохранялись и некоторые ограничения в отношении ввоза религиозной литературы[1][2].
Членами парламента Азербайджанской Республики в 2009 году была внесена поправка о запрещении людям, которые получили высшее образование за границей, занимать посты в религиозной структуре государства.
В 2016 году в суть «Закона о борьбе против религиозного экстремизма» были внесены поправки со стороны Парламента Азербайджанской Республики.

## Религиозная демография
Азербайджан имеет площадь в 33774 квадратных миль (87470 квадратных километров), а его население составляет 10.147.486 человек (по данным на 2018 год). К началу XXI века не было собрано достоверных статистических данных о членстве в конкретных религиозных группах; однако, по официальным данным, примерно 96 % населения страны составляют мусульмане. Остальная часть населения состоит в основном из православных, членов Армянской апостольской церкви (почти все они проживают в районе отколовшихся от Нагорного Карабаха), евреев и атеистов.
По данным Государственного комитета по работе с религиозными объединениями (SCWRA), мусульманское население страны состоит, примерно, из 85 % шиитов и 15 % суннитов; различия между группами определены не ярко. В докладе 2011 года Госдепартамент США представил иные цифры: 65 % шиитов и 35 % суннитов.
Подавляющее большинство христиан — русские православные. Христиане были сосредоточены в Баку и Сумгаите — третьем по величине городе страны.
Численность еврейского населения — 16 тысяч человек.

## Религиозные общины и их учреждения
Еврейских конфессиональных общин всего 7. Синагоги продолжают функционировать в Баку, Губе (посёлок Красная Слобода) и Огузе. Раввинов шесть. На территории Азербайджана, а именно, в городе Баку находится самая большая по площади синагога во всём Кавказе.
В Баку также функционирует Собор католической церкви.
Во времена существования Азербайджанской ССР мечетей в Азербайджане было всего 17 (4 из них действовали в Баку). До этого, мечетей было 1369 (969 — шиитские, 400 — суннитские) Согласно статистическим данным 2017 года, в стране насчитывается приблизительно 2166 мечетей.
За десятилетний период с 1993 по 2003 годы в стране функционировали 150 медресе (22 из которых контролируются властями Ирана, другие 14 были зарегистрированы органами Министерства Юстиции.
На сегодняшний день в Азербайджане в общем счёте насчитывается около 2100 медресе. Православных церквей по русскому образцу в стране 5: 3 в столичном городе, одна в Гяндже и ещё одна в Хачмазском районе. В селении Нидж (Габала) с 2006 года действует Албано-удинская церковь Чотари.
Шииты, сунниты, русские православные и евреи считаются «традиционными» религиозными группами страны. Маленькие конгрегации лютеран, католиков, баптистов, молоканцев (старообрядцев), адвентистов седьмого дня и бахаев присутствуют на территории Азербайджана более ста лет. В последнее десятилетие ряд религиозных групп, считающихся «иностранными» или «нетрадиционными», установили свое присутствие в стране: в том числе, «ваххабиты» и мусульмане-салафиты, пятидесятники и евангельские христиане, свидетели Иеговы и кришнаиты.
В Баку также имелись и значительные эмигрантские христианские и мусульманские общины; власти обычно разрешали этим группам свободно поклоняться своим богам.
Сейчас в Азербайджане более 510 религиозных общин, из них 32 являются немусульманскими.
11 июня 2018 года, президент государства подписал распоряжение, в котором идёт речь о материальной помощи религиозным общинам. Согласно содержанию распоряжения из резервного фонда азербайджанского государственного бюджета, предусмотренного на 2018 год выделяется финансовая помощь следующим учреждениям:
| Религиозная община                                              | Сумма финансов |
| Управление мусульман Кавказа                                    | 1 млн манатов  |
| Бакинская и Азербайджанская епархия Русской православной церкви | 250 тыс. манат |
| Бакинская религиозная община европейских евреев                 | 100 тыс. манат |
| Религиозная община горских евреев города Баку                   | 250 тыс. манат |
| Апостольская префектура Католической церкви в АР                | 100 тыс. манат |
| Албанско-удинская христианская религиозная община АР            | 100 тыс. манат |

## Статус религиозной свободы

### Правовые и политические рамки
Конституция Азербайджана предусматривает, что лица всех вероисповеданий могут выбирать и исповедовать свою религию без ограничений; однако имелись некоторые злоупотребления и ограничения. В соответствие с Конституцией, выражение, а также распространение религиозных взглядов является естественным правом каждого, независимо от расовой национальной и гендерной принадлежности. Большинство религиозных групп проводят свои встречи без вмешательства со стороны правительственных органов. Также, каждый человек имеет право выбирать и изменять свою религиозную принадлежность и убеждения (включая атеизм), присоединяться или создавать религиозную группу по своему выбору и исповедовать свою религию. Закон о свободе вероисповедания прямо запрещает правительству вмешиваться в религиозную деятельность какого-либо лица или группы; однако есть и исключения — в том числе случаи, когда деятельность религиозной группы «угрожает общественному порядку и стабильности». Законом запрещается принуждение к исполнению ритуалов и приобщение к религиозным группам. Люди, не являющиеся гражданами Азербайджанской Республики, лишены прав вести пропаганду конфессионального типа на территории страны.
Ряд правовых положений позволяет правительству регулировать религиозные группы: в том числе, требовать чтобы религиозные организации, включая отдельные конгрегации, регистрировались в правительственных органах. Официальная регистрация позволяет религиозной организации иметь счет в банке, арендовать имущество и выступать в качестве юридического лица.
Начиная с 2001 года религиозные группы обязаны зарегистрироваться в SCWRA. SCWRA наделена широкими полномочиями по регистрации групп, публикации, импорту и распространению религиозной литературы, а также — может приостанавливать деятельность религиозных групп, нарушающих закон.

Согласно данным SCWRA, было зарегистрировано 48 новых групп в период с мая 2006 года по июнь 2007 года.
«Свобода вероисповедания в Азербайджане полностью обеспечена», Папа Римский Франциск.
Согласно результатам, полученным во время опроса Gallup International/WI Network of Market Research, весной 2015 года, Азербайджан входит в список из 65 государств как одно из самых светских.